# Улу-Теляк (река)
Улу-Теляк — река в России, течёт по территории северо-восточной части Иглинского района Башкортостана. Правый приток Сима.
Длина реки составляет 18 км.
Начинается в лесу около урочища Дубровка. Преобладающим направлением течения является юго-восток. Устье реки находится на высоте 112 м над уровнем моря в 103 км по правому берегу реки Сим на южной окраине деревни Казаяк-Кутуш.
Около истока в Улу-Теляк справа впадают Слонка и Урман. В начале нижнего течения на расстоянии 5,5 км от устья Улу-Теляк по левому берегу сливается с Ургу-Теляком.
В левобережье среднего течения реки располагается село Красный Восход.

## Данные водного реестра
По данным государственного водного реестра России относится к Камскому бассейновому округу, водохозяйственный участок реки — Сим от истока и до устья, речной подбассейн реки — Белая. Речной бассейн реки — Кама.
Код объекта в государственном водном реестре — 10010200612111100019256.